# Taglia e incolla
Taglia e incolla (cut & paste in inglese), nel lessico informatico, è un semplice modo implementato nelle interfacce grafiche dei sistemi operativi per spostare (senza lasciarne traccia nella posizione originale) testo o altri dati da una posizione ad un'altra.

## Descrizione
L'espressione discende dalla pratica della grafica tradizionale di tagliare fisicamente con le forbici parti di un layout ed incollarlo in altra posizione. Medesimo sistema viene ancora utilizzato nelle bozze o nelle fotocopie di documenti, allorché si vuole modificare la reciproca posizione di parti della pagina.
La modalità taglia e incolla si diffuse per merito di Apple con i sistemi operativi e le applicazioni di Lisa (1981) e Macintosh (1984).
Il tasto speciale control key con il contemporaneo utilizzo delle lettere X (per tagliare), C (per copiare) e V (per incollare) fu successivamente adottato anche da Microsoft su Windows.
Alcuni ambienti (combinazione di hardware e software) consentono il taglia ed incolla semplicemente utilizzando il drag and drop con il mouse.
La funzione taglia si ottiene, nella maggior parte dei programmi, utilizzando la combinazione dei tasti Ctrl+X, oppure altre modalità, come il menù contestuale o un pulsante della barra degli strumenti. I dati vengono tolti dalla loro posizione e copiati in un'area temporanea della memoria detta appunti, e da qui possono essere incollati sulla nuova posizione utilizzando la combinazione di tasti Ctrl+V, o qualsiasi altro mezzo previsto allo scopo dal software. I dati restano disponibili sugli appunti finché non sovrascritti da altra copia o da altro comando taglia.
La popolarità di questo metodo deriva dalla semplicità e dalla facilità con cui i dati possono essere spostati sulle varie applicazioni senza ricorrere alla memorizzazione sul disco.
Se invece di spostare si intende replicare i dati lasciandoli presenti nella posizione originale, si ricorre al copia e incolla.

## Altre combinazioni
La funzione "taglia" può essere ottenuta anche con la combinazione dei tasti sulla tastiera ⇧ Maiusc+Canc (valida solo per campi di testo, Del per le tastiere in lingua inglese) oppure Ctrl+X. La funzione "incolla", invece, può essere ottenuta anche con la combinazione ⇧ Maiusc+Ins oppure Ctrl+V.